# Ají (Sauce)

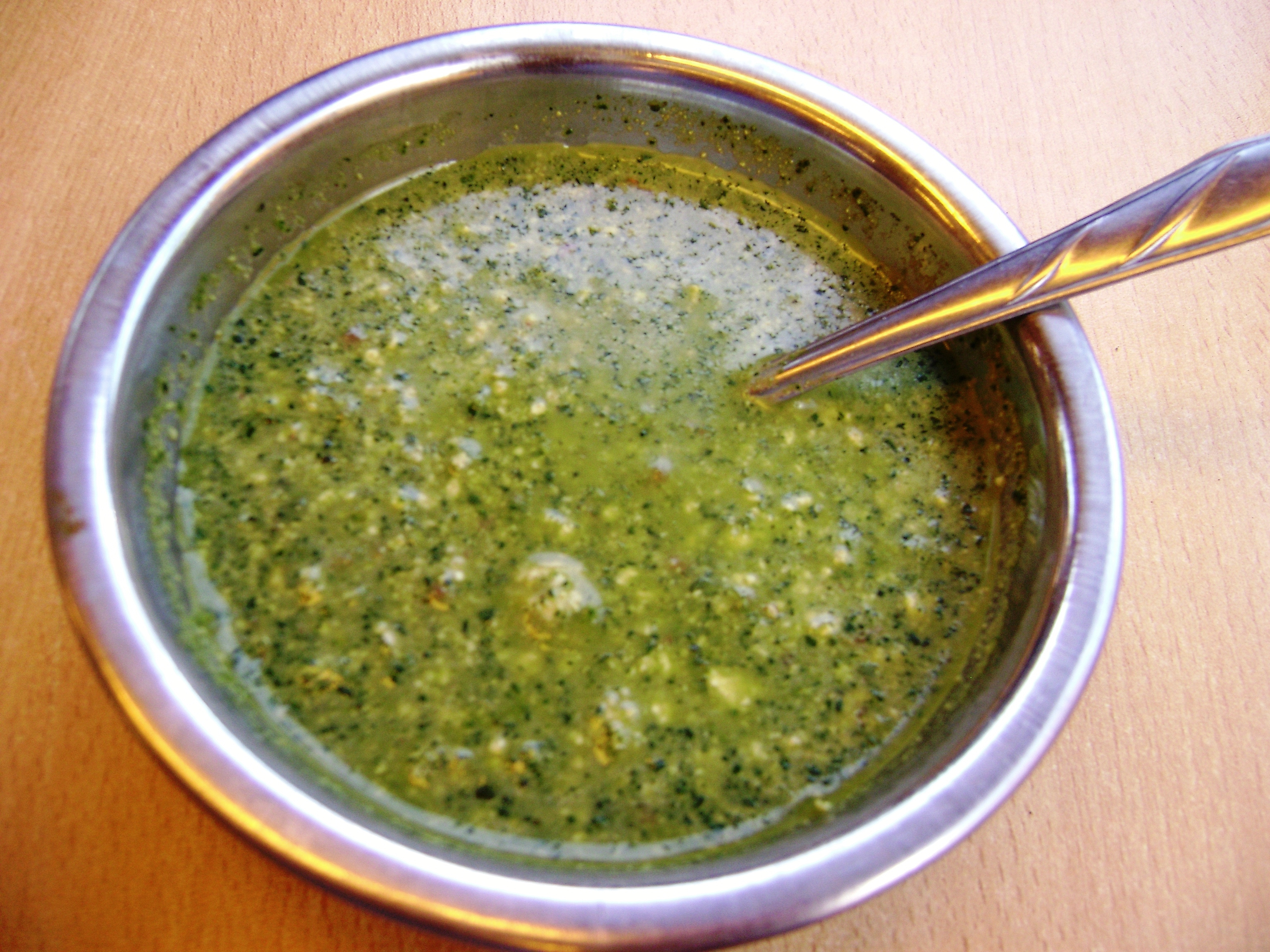
Grüne Ají-Sauce (Peru)

Ají (aus der Taíno-Sprache axí, Aussprache [a'xi]) ist eine südamerikanische Würzsauce. Ihre Bezeichnung geht auf die gleichnamigen Ají-Schoten als Grundbestandteil zurück. Die weiteren Zutaten und Zubereitungsarten variieren von Region zu Region und individuellen Vorlieben. Allgemein wird der Sauce kein Salz zugesetzt.

## Ecuador
Klassische Bestandteile der ecuadorianischen Variante sind Ají-Schoten, weiße oder rote Zwiebeln, Wasser und Baumtomaten, außerdem Mais- oder Olivenöl, Koriandergrün, Limettensaft, Karotten, Tomaten oder gekochte Lupinensamen (chochos). Der Schärfegrad reicht je nach Verhältnis der Zutaten von mild bis sehr scharf. Die Sauce steht als Beilage auf dem Tisch und kann zu jedem Gericht hinzugefügt werden, wodurch Aroma und Schärfe der traditionell mild zubereiteten ecuadorianischen Speisen individuell verändert werden. Gekochte Kartoffeln als Beilage eines Gerichts werden üblicherweise mit Ají serviert.

## Panama
Die panamaische Salsa Ajilimójili beinhaltet neben Grundzutaten wie Chilis, Knoblauch und Öl auch Paprika und den namensgebenden Limettensaft. Salsa ajilimójili wird in Puerto Rico zusätzlich als süßsaure Variante verwendet, der eine süßende Zutat wie z. B. Honig zugegeben wird.

## Peru
In peruanischen Supermärkten sind die Würzsoßen Ají Amarillo und Ají Panca erhältlich, benannt nach den jeweiligen Capsicum-baccatum-Sorten. Die industriell hergestellten Saucen enthalten neben Chilischoten Wasser, Salz, Zitronensäure und Natriumbenzoat.